# Nuerowie
Nuerowie – konfederacja plemion nilockich, żyjących w Sudanie Południowym i w zachodniej Etiopii, jedna z większych grup etnicznych we wschodniej Afryce. Mówią językiem nuerskim. Ich populację szacuje się na ponad 2,3 mln.
Nuerowie długo opierali się kolonizacji i do lat 30. XX wieku ich kultura nie znajdowała się pod wpływem kultury europejskiej. Nuerowie stali się obiektem badań antropologów począwszy od Edwarda Evans-Pritcharda, który poświęcił im swoją trzytomową klasyczną monografię.
Nuerowie są ludem pasterskim, w którym bydło odgrywa centralną rolę zarówno w aspekcie żywieniowym, jak również symbolicznym. Podarunek krów w zamian za pannę młodą jest przypieczętowaniem instytucji małżeństwa. Wewnątrz grup Nuerów panuje struktura „anarchistyczna”, bez wyraźnego przywództwa.
W Etiopii prawie w całości zostali nawróceni na ewangeliczne chrześcijaństwo, podczas gdy w Sudanie Południowym zdecydowana większość dalej praktykuje tradycyjną religię plemienną.

## Historia
Jedna z teorii o pochodzeniu Nuerów mówi o tym, że byli pierwotnie częścią ludu Dinka, który wyemigrował z okolic Geziry w kierunku południowym na obszar jałowego i suchego lądu, nazwanego przez nich Kwer Kwong. Znajdował się on na terenie ówczesnego  Kordofan Południowego. Wieki izolacji i wpływów plemienia Luo sprawiły, że stali się odrębną od Dinków grupą etniczną. Przybycie Arabów i ich systematyczne polowania na niewolników pod koniec XVII wieku spowodowały masową migrację Nuerów z Kordofanu Południowego do dzisiejszego Bentiu. Około 1850 roku kolejne pojmania niewolników, a także powodzie i przeludnienie spowodowały migrację Nuerów na wschód od Bentiu do zachodnich krańców Etiopii. Ruchy migracyjne wpłynęły na przyłączenie do tej grupy wielu innych – Dinka, Anuak i Burun. Ekspansję terytorialną przeciwko Dinka i Anuak powstrzymało przybycie Brytyjczyków w XIX wieku.
Istnieją różne doniesienia o powstaniu konfliktu pomiędzy Nuerami, a Dinka, dwiema największymi grupami Sudanu Południowego. W środowisku antropologów pojawiają się głosy, że Nuerowie to tak naprawdę Dinka. Zwolennikiem tej teorii jest amerykański antropolog Peter J. Newcomer. Twierdzi on, że setki lat rosnącej populacji spowodowały ich ekspansję, która ostatecznie doprowadziła do nalotów i wojen z plemieniem Dinka.

Flaga nuerskiej Białej Armii

W 2006 roku Nuerowie byli plemieniem, które najmocniej opierało się rozbrojeniu. Członkowie Białej Armii Nuerów, grupy uzbrojonej młodzieży, często niezależnej od władzy plemiennej starszyzny, odmówili złożenia broni. Skłoniło to żołnierzy SPLA do skonfiskowania Nuerom bydła i doprowadziło to do niszczenia ich gospodarki. Biała Armia została ostatecznie stłumiona w połowie 2006 roku, jednakże została utworzona ponownie w 2011 roku w celu prowadzenia walk z plemieniem Murle, a także Dinka i UNMISS.

## Organizacja społeczno-polityczna Nuerów

Mapa obszaru zamieszkanego przez Nuerów w Sudanie Południowym

Nuerowie są typowym przykładem społeczeństwa segmentowego. Najbardziej charakterystyczne cechy tego modelu opierają się na pojęciach klanu i lineażu. Wyróżnić można cztery zasady społeczeństwa segmentowego Nuerów. Najważniejszą jest liczony system pokrewieństwa. Nuerowie wchodząc w interakcje, wyliczają swoich krewnych nawet do trzech pokoleń wstecz, wymieniając imiona wszystkich babek i dziadków. Pozwala to zachować dystans w relacjach swój-obcy oraz jest kluczowym czynnikiem do podejmowanych przez nich działań politycznych, zawierania małżeństw czy sojuszy. Drugą zasadą jest rozszerzająca się, bądź słabnąca lojalność Nuerów. Im bliższe są więzi rodzinne, tym lojalność staje się większa. Trzecią zasadą jest równowaga pomiędzy poszczególnymi grupami. Każda z nich ma podobną demografię, prawa, obowiązki i potencjał militarny. Wiąże się to z ostatnią wytyczną – rozproszeniem władzy politycznej. Skutkiem tego jest trudność w wyłonieniu naczelnej władzy politycznej.
Organizacja społeczno-polityczna Nuerów przejawia się również w aspekcie terytorialnym, wspólnocie lokalnej pod postacią wsi lub obozu.Gdy po śmierci ojca, synowie zamieszkają w dwóch częściach wioski, zaczną skupiać różne grupy krewniacze, co prowadzi do rozwidlenia lineażu. Jeśli wnuki braci przeprowadzą się do innej wioski, następuje separacja lineażu i podział terytorialny. Ponadto Nuerowie posiadają własną koncepcję czasu, inaczej określają powtarzalne i niepowtarzalne jego aspekty (orientacja historyczna dot. ważnych wydarzeń). Życie jednostki podzielone jest na etap dzieciństwa, młodości, dojrzałości i starości. Poszczególne etapy są poprzedzone inicjacją nadającą nowe prawa, obowiązki i prowadzą do tworzenia się oddzielnych grup, z których każda jest sformalizowana, określona przez kryterium wieku, posiada własną nazwę oraz hierarchię.

## Religia Nuerów
Wierzenia Nuerów zakładają istnienie Boga, określanego przez nich mianem kwoth lub kwoth nhial tj. Duch, Duch Nieba. Występuje również podział na duchy wyższe, zwane duchami nieba kwoth nhial oraz totemiczne duchy niższe, bądź duchy ziemi kuth piny. Bóg określany jest jako istota znajdująca się w niebie, jest niewidzialnym stwórcą wszechświata. Alegorycznie utożsamiany jest z wiatrem i powietrzem, ponieważ jest wszechobecny. Ponadto przejawia swoją boskość w zjawiskach atmosferycznych np. deszczu, grzmotach lub wiejącym wietrze (nyin kwoth narzędzia, wysłannicy Boga). Do niego należeć ma również słońce, księżyc i gwiazdy. Wszystkie ciała niebieskie i procesy z nimi związane nazywane są agat kwoth, dzieci Boga, ponieważ przez to, że znajdują się w chmurach są najbliżej niego. Nuerzy posiadają także własny mit stworzenia człowieka. Mówi on, że ludzkość pochodzi z drzewa tamaryndowca zwanego Lic – matki ludzi, którzy mieli spaść z gałęzi jak owoce, bądź wyjść z nory pod pniem. Duchy powietrza są najpotężniejszymi z pomniejszych duchów, ponieważ znajdują się najbliżej Boga. Bóg jest symbolizowany przez niebo, a duchy powietrza poprzez wiatr i kojarzone są z chmurami, ponieważ są one najbliżej nieba. Bóg jest ojcem duchów powietrza, które przewyższają inne, ponieważ pochodzą bezpośrednio od niego. Można wskazać kilka rodzajów duchów powietrza:
- Deng – Syn Boga, najwyższy z duchów, utożsamiany z chorobami
- Teny – kształtuje człowieka, w wolnym tłumaczeniu oznacza słońce po deszczu
- Col – powiązany z deszczem i błyskawicą
- Rang i jego syn Mabith – związany z polowaniem i dzikimi zwierzętami
- Wiu – duch wojny, kojarzony z grzmotem
- Buk – odnosi się do rzek oraz strumieni.
- Colwik – wyobrażany jako duch osoby zabitej przez piorun, bądź znalezionej martwej w buszu. Są to duchy opiekuńcze, patronujące i czczone przez poszczególne lineaże.

Nuerzy wierzą, że duchy mogą wstąpić w ludzi na dwa sposoby. Poprzez chorobę lub dziedziczenie. Choroby kojarzone są z opętaniem przez poszczególne duchy. Po odzyskaniu zdrowia chorego, duch staje się patronem i jest czczony przez opętanego, a później jego potomków. W przypadku śmierci chorego duch wciąż jest przywiązany do rodziny i może zesłać chorobę na krewnego. Kiedy duch jest związany z rodziną od pokoleń, powinno się przeznaczyć mu krowę bądź wołu. Poświęcone bydło oznacza się poprzez metalowy pierścień przytwierdzany do obroży i od tej pory mleko z tego zwierzęcia mogą pić wyłącznie członkowie rodziny.

## Rola bydła
Życie Nuerów skupione jest wokół bydła, co uczyniło ich ludem pasterskim. Zajmują się też ogrodnictwem, szczególnie w przypadku, gdy ich bydło jest zagrożone chorobą. Sezonowa pogoda zmusza Nuerów do przemieszczania, aby zapewnić sobie środki niezbędne w utrzymaniu. Przemieszczają się głównie, gdy nadchodzą ulewne opady deszczu, aby uchronić bydło przed chorobami kopyt i w sytuacjach kiedy zasoby do ich utrzymania stają się niewystarczające. Brytyjski antropolog E.E. Evans Pritchard pisał: „Ich istnienie uzależnione jest od stad... Bydło jest nicią łączącą instytucje Nuerów, język, obrzędy przejścia, politykę, ekonomię i lojalność”.
Kultura Nuerów jest w znacznym stopniu budowana wokół użytkowania i hodowli. Dawniej Nuerowie używali każdej sztuki bydła na swoją korzyść. Według Evansa-Pritcharda bydło pomogło rozwinąć kulturę Nuerów do stanu obecnego. Ich codzienne obowiązki poświęcone są ochronie tych zwierząt. Dosadnym przykładem jest zabieg przeprowadzany co miesiąc, polegający na wdmuchiwaniu powietrza w odbytnicę krów w celu likwidowania, bądź zapobiegania zaparciom. Bydło cierpiące na tego typu dolegliwości nie jest pożądane, ponieważ ogranicza produkcję podstawowych zasobów, potrzebnych Nuerom do przeżycia tj. mleka i odchodów. Evans-Pritchard pisał, „Znaczenie bydła w życiu i myślach Nuerów jest dodatkowo zilustrowane poprzez nadawanie im imion”. Ponadto nadają oni dzieciom imiona, na podstawie biologicznych cech bydła.

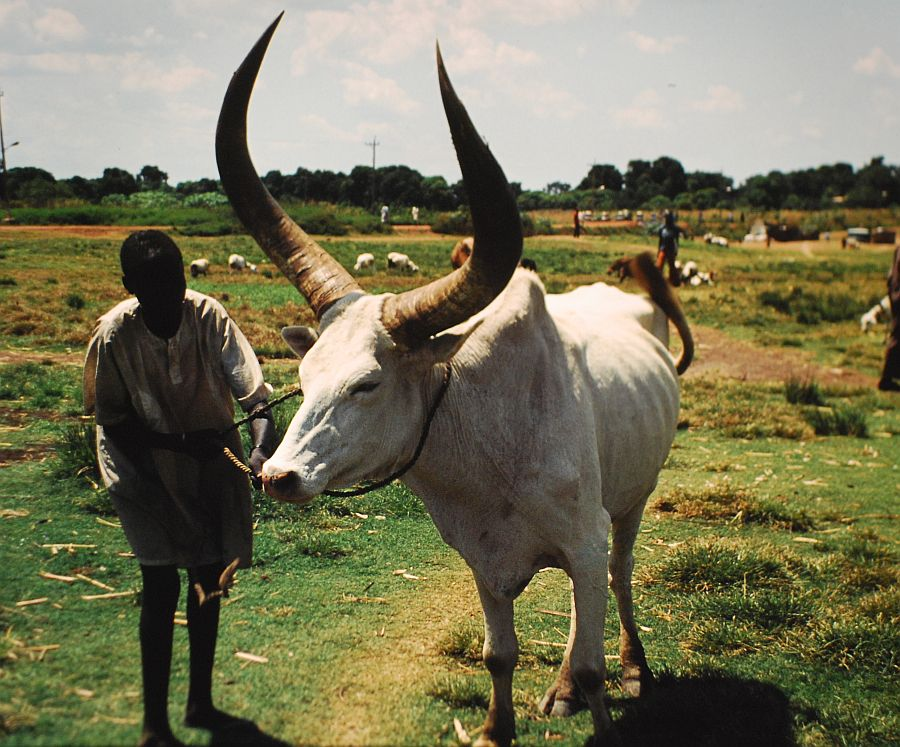
Rolnik z krową abigar

Evans-Pritchard pisał również, „Już wskazywałem, że ta obsesja dla kogoś z zewnątrz wydaje się wynikać nie tylko z dużej wartości ekonomicznej bydła, ale również z faktu, że są one obecne w licznych relacjach społecznych”. Wszystkie surowce Nuerów pochodzą od bydła, w tym te służące do wyrabiania m.in.: bębnów, dywanów, odzieży, włóczni, tarcz, pojemników i wyrobów skórzanych. Nawet codzienne, niezbędne produkty takie jak pasta do zębów i płyn do płukania jamy ustnej, powstają z odchodów bydła oraz moczu. Obornik jest krojony i pozostawiony do stwardnienia, a następnie wykorzystywany do wyrobu pojemników, pasty do zębów, a także do ochrony samego bydła poprzez spalanie odchodów. Dym powstający w ten sposób odstrasza owady, przenoszące różne choroby.
Nuerowie nigdy nie jedzą swojego bydła, tylko dlatego że tego chcą. Jest ono dla nich święte i wierzą, że spożywając krowy czczą ich ducha. Zwykle jedzą bydło, które jest już stare, lub umiera z powodu choroby. Jeśli już dochodzi do spożycia, całe rodziny gromadzą się razem, wykonują rytuały, tańczą i śpiewają przed i po uboju. Nigdy nie zabijają krów dla zabawy, lub zwykłej chęci jedzenia mięsa. Wierzą, że duch wołu może sprowadzić klątwę na osobę, która go zabiła nie z powodów rytualnych, a z chęci konsumpcji. Natomiast zjadane jest każde zwierzę, które umiera z przyczyn naturalnych. Często zdarza się, że nie jest to wyłącznie bydło, a dowolne zwierzę, które padnie z przyczyn naturalnych. Dieta Nuerów opiera się głównie na rybach i prosie. Proso wykorzystywane jest do produkcji owsianki oraz piwa. Produkty wytwarzane z prosa spożywane są w okresach intensywnego opadu deszczu, kiedy to bydło przeprowadzane jest na wyżej położone tereny. Przejście na proso jest możliwe również wtedy, gdy bydło osiąga wydajność, pozwalającą utrzymać rodzinę.